# Eftichia Michailidou
Eftychia Michailidou (20 de setembro de 1977) é uma ex-futebolista grega que atuava como meia.

## Carreira
Eftychia Michailidou representou a Seleção Grega de Futebol Feminino, nas Olimpíadas de 2004. 